# 기업지배구조
기업지배구조(企業支配構造, 영어: corporate governance)라 함은 (1) 기업이라는 경제활동의 단위를 둘러싼 여러 이해관계자들간의 관계를 조정하는 메커니즘 :10이라고 정의되거나, (2) 경영자원의 조달과 운용 및 수익의 분배 등에 대한 의사결정과정과 이에 대한 감시기능의 총칭으로 정의되기도 하며, (3) 기업가치의 극대화를 위해 기업의 이해관계자간 대리인 비용(agency cost)과 거래비용(transaction cost)을 최소화하는 메카니즘이라고 정의되기도 하고, (4) 기업의 경영을 감시, 규율하는 것 또는 이를 행하는 기구를 뜻하기도 한다.
기업지배구조라는 개념은 1960년대의 미국에서, 기업의 비윤리적, 비인도적인 행동을 억제한다는 의미의 문맥에서 사용되기 시작하여, 그 후 분식결산 등 투자자의 관점에서 본 기업 스캔들의 방지 등을 뜻하는 것으로도 사용되었다. 게다가 기업가치, 주주가치를 증대시키기 위해 어떻게 기업 조직을 구축할 것인가 하는 의미도 첨가되었다. 1980년대부터 1990년대의 미국에서는, 기업 매수가 진행된 것과 기관 투자가의 발언력이 강해진 것에 의해 지배구조에의 관심이 높아졌다. 1990년대 이후에는 유럽 여러 나라와 일본에서도 다수의 기업 스캔들이 발각됨과 함께 경제적인 정체가 계속되던 중, 지배구조가 주목되기 시작하였다.
현대의 기업에 있어서 기업지배구조가 중요한 이유는 기업의 성장과 규모의 증가에 따라 기업을 소유한 주주와 기업을 경영하는 경영자가 분리되어 주주와 경영자 간 이해상충과 대리인 문제가 발생하기 때문이다. 현재, 기업지배구조의 목적은 (1) 기업스캔들을 방지한다는 것과 (2) 기업의 수익력을 강화한다는 것 2가지가 있다. 또한, 이것을 사회 전체의 시점에서 본 논의와 투자가의 시점에서 본 논의가 있다.
그래서, 이것 때문에, 다양한 법제도, 조직내의 제도, 또한 인포멀한 관행이 생겨나고 있다. 이것을 성질에 따라 크게 분류하면, 탑 매니지먼트 조직을 통하여 행하여지는 조직형 지배구조, 증권시장을 통하여 행해지는 시장형 지배구조, 그리고, 경영자에 대한 경제적 인센티브를 부여하는 방법이 있다. 한편, 지배구조의 주요한 매커니즘을 법이나 정관 등에 의한 주주권 보호장치, 이사회의 규율기능, 감사 등의 내부통제기능, 회계 및 공시제도에 의한 경영투명성 확보, 배당 등에 의한 규율기능, M&A 등에 의한 외부규율기능으로 분류하기도 한다.
그러나, 이러한 기업지배구조를 위한 여러 제도 관행을 설계하고, 실행하는 것에는 주주, 채권자, 종업원 등이라는 여러 가지 이해관계자(스텍홀더)의 이해가 충돌하는 경우도 있다. 예를 들어, 기업매수에 의하여 새로운 주주가 경영자를 교체하는 것이 가능하다고 말하는 것은, 중요한 시장형 지배구조의 제도이나, 자신들이 회사를 소유하고 있다고 생각하는 종업원들로부터는 반발을 불러일으키는 것도 있다. 그래서, 누가 지배구조의 주권자인가라는 문제가 발생한다. 이것은 “회사는 누구의 것인가”라는 문제와도 바꾸어 볼 수 있고, 많은 논의를 불러일으키고 있다. 기업은 설립 배경, 사업특성, 지배주주의 선택 등에 따라 소유 및 지배구조를 선택할 수 있다. 다만, 공기업이 민영화된 기업의 소유지배구조는 자신의 선택이라기 보다는 외부적 환경에 의해 주로 결정된다.
1980년대 이후 최근까지 시장과 경제상황의 변화에 따라 최고경영자의 독단적인 지위에 제한이 가해지고 이사회의 기능이 강화되는 지배구조의 획기적인 변화가 진행되고 있다. 즉, 무한경쟁과 급속한 기술발전으로 대표되는 사업환경 속에서 경영자의 독단적 의사결정의 한계에 대한 인식, 소액투자자를 비롯한 투자자 보호와 경영의 투명성 확보에 대한 요구, 기관투자가의 지분확대로 대표되는 소유구조의 변화, 경영자 인력시장이나 공개매수와 같은 시장제도의 변화 등 최근 전개되고 있는 경제와 시장여건의 변화는 최고경영자의 독단적 의사결정체제에 한계를 인식하고 더욱 강화된 이사회의 견제기능을 요구하는 계기가 되었다. :492

## 역사

### 미국에서의 발전
기업에 있어서 “거번먼트”(government) 또는 “거버넌스”(governance)라는 말이 사용되어 온 것은 1960년대의 미국에서였다. 베트남 반전운동 중 네이팜탄 제조에 대한 비판, 공민권 운동 중 흑인고용 차별에 대한 비판, 소비자 주권운동 중 제네럴 모터스의 독점과 자동차 설계 오류에 대한 비판, 또한 각지에서의 공해문제에 대한 비판이 일어나고, 정부의 개입에 대한 의한 기업의 비윤리적인 행동과 비인도적인 행동을 억지한다는 관점에서 이러한 용어가 사용되었다고 여겨지고 있다. :12~14
1970년대에는 유류 파동와 그에 이은 불황 중에, 리처드 닉슨 대통령 재선위원회에 의한 위법 헌금, 록히드 사건 등, 기업의 뇌물, 부정 헌금 사건이 잇달어 발각되었다. 이러한 회사 윤리문제로서의 거버넌스 문제와 동시에, 펜실베니아 철도(영어: Pennsylvania Railroad)의 도산과 록히드 에어크래프트사의 경영 위기에 직면하고, 분식결산과 인사이더 거래가 행해지는 것 등이 발각되어 투자가의 관점에서 본 거버넌스 문제도 다루어지기 시작하였다. :15~17
1980년대에는 미국에서 대규모의 기업매수(M&A)가 진행되고 기업의 경영자는 증권시장에서 적대적 매수의 위험에 노출되었다. 한편으로, 적대적 매수를 방어하기 위해, 많은 기업에서 포이즌 필(독약조항) 등의 매수 방어책이 취해졌으나, 이것은 경영자가 자기의 이익을 위해, 지위에 빌붙는 것을 허용하는 것으로, 주주의 이익을 훼손하는 가능성이 있는 것이었다. :17~19 :28~29
이러한 도중, 1980년부터 1990년에 걸쳐, 연금 기금 등의 기관투자가가 지배구조에 기해 커다란 역할을 이루게 되었다. 1974년의 종업원 퇴직소득 보장법(ERISA법)에 의하여 연금 운용자의 수탁 책임이 정해졌다. 또한 1988년에 노동성이 제출한 에이본 레터（the Avon letter）에 의하여 자산운용을 수탁한 기관투자가는 위탁자에 대신하여 운용대상이 되어온 기업의 의결권을 행사하도록 권고받았다. 이리하여 연금 기금 등의 기관투자가는 주식운영에 따른 주주가치의 증대를 강화하려 의식하게 되었고, 기업에 대하여 이익향상에의 강한 요구를 하게 되었다. 이러한 시장으로부터의 압력을 받아, 미국의 기업에서는 기업의 재구축이 진행되고 또한 1990년 이후, 많은 기업에서 포이즌 필을 철폐하는 주주총회 결의가 있었다. 게다가 1990년대 초두에는 GM, IBM, 아메리칸 익스프레스 등의 대기업에서 투자가의 후원을 입은 사외이사에 의하여 CEO가 교체된다고 하는 사건도 일어났다. 그래서, 1990년대의 미국에서는 기관투자가와 사외이사의 역할을 통한 지배구조 체제가 정비되었다. :17~20 : 25~32
현재 기업의 지배구조에 적극적인 주문을 더해, 지도적인 지위를 가지고 있는 기관투자자는 캘퍼스(캘리포니아주 공무원퇴직연금기금)이다. 캘퍼스는 장기안정투자가로서 투자선 기업을 육성해 간다는 기본 방침하에, 업적에 문제를 가진 기업의 인베스터 릴레이션즈(IR) 부문과 접촉하여 문제점을 씻어내고, 경영쇄신이 이루어지지 않는다는 보는 기업명을 공표하는 등, 지배구조의 개선을 추진하고 있다. :33~36

### 국제적인 확산
1990년대 이후, 미국뿐만 아니라, 영국, 독일, 프랑스 등 유럽 여러나라, 또한 일본 등에서도 기업지배구조의 문제가 주목되기 시작하였다.
이런 도중에, 경제협력개발기구(OECD)는 1996년의 각료이사회에의 요청에 의해, 지배구조에 관한 경제자문 그룹을 설치하고, 국제적인 지배구조 문제에 개입하게 되었다. 미국유럽일본의 6명의 멤버로 구성된 경제자문 그룹은 경영실무가에 의한 토론집회 등을 거쳐, OECD에 대한 “지배구조 : 글로벌 시장에 있어서 경쟁력 향상과 자본참여”를 주제로 한 보고서를 제출하였다. :278 이것을 거쳐, OECD는 1998년 4월, 특별프로젝트 팀을 설치하여 “지배구조 원칙”을 작성하는 임무를 맡고 1999년 5월 각료이사회에서 이것을 승인하였다. 이 원칙은 정부간 주도에 의하여 처음 작성된 지배구조에 관한 원칙으로서, 구속력은 없으나 각국 정부와 민간 부분이 기준(벤치마크)으로서 사용할 것을 기대하였다. 여기에서는 바람직스러운 지배구조의 유일한 모델은 아니나, 바람직한 지배구조에 공통되는 것은 주주의 이익을 최우선으로 한다는 전제에서, (1) 주주의 권리 보호, (2) 모든 주주의 공정한 대우, (3) 이해관계자의 권리의 인식과 지배구조에의 참가, (4) 정보공개와 투명성의 확보, (5) 이사회의 책임이라고 하는 5개의 원칙, 이것을 구체화하는 권고를 공시하고 있다. :285-91 2004년에는 회사 상황의 변화에 따라 내용을 강화한 “지배구조 원칙 개정판”이 발표되었다.
세계은행과 OECD는 1992년6월21일, “글로벌 지배구조 포럼의 설립에 관한 합의각서”를 교환하고, OECD원칙을 출발점으로 하여, OECD가맹국, 비가맹국의 정부에 의한 지배구조의 개혁을 위한 대화와 협력을 확대하는 것을 확인하였다.
기관투자가도, 국경을 넘는 투자의 증가에 의해, 지배구조 강화를 향한 국제적인 연대와 제휴를 하게 되었다. 1995년에는 미국을 시작으로 한 각국의 기관투자가에 의한 인터내셔널 코퍼레이트 거버넌스 네트워크 (ICGN)가 조직되었다. :46 그러고 나서, 1999년 7월, OECD 원칙은 전 세계의 기업과 투자가가 받아들일 수 있는 최저기준이며 공통기반이라고 하면서, 다시 이것을 확충한 글로벌 지배구조 원칙을 채택하였다. :291 2001년 7월에는 이 네트워크의 대회가 도쿄에서 열려, 일본에 있어서의 지배구조의 움직임에도 영향을 주었다. :46
물론, 실제의 지배구조의 형태는, 각국의 회사법제, 기업의 자본구성, 장기간의 관행 등에 의하여 다르다. 일본에서는 고도성장기에 일본적 경영이라고 불리는 독특한 기업관행이 형성되어, 그것에 메인뱅크(main bank)에 의한 일본형 지배구조가 행해졌다고 설명되고 있으나, 메인뱅크에 의한 기업감시력이 떨어져서 기능이 불완전하게 된 흠결이 있다고도 지적되고 있어, 일본의 많은 기업은 지배구조의 변혁이 요망되고 있다.

### 과제
미국에서는 2001년 12월에 엔론사, 2002년 7월에는 월드콤사가 차례로 도산하여, 많은 분식결산이 판명되었고, 미국의 자본시장에 대한 신뢰가 붕괴되고 회계, 감사 및 지배구조에 대한 불신감이 고조되었다. 이것에 대하여 회계, 감사, 지배구조의 3개 분야에 이르는 개혁으로서, 2002년 7월, 사베인옥슬리법이 제정되었다. 일본에서도, 2004년 10월에 발각된 세이부 철도의 주주 현황 부실기재 문제와, 그에 이은 가네보(2005년 9월), 라이브도어(livedoor, 2006년 1월)의 유가증권보고서 허위기재 문제에 이어, 2006년 6월에 일본판 SOX법이라고 일컫는 금융상품거래법이 성립되었다. :66~69이것에 의해 현재도 지배구조 강화에의 요구가 강화되고 있다.

## 목적
기쿠자와 겐슈는 지배구조를 둘러싼 논의를 (1) 윤리에 관련한 문제로 파악할 것인가, 효율성에 관한 문제로 파악할 것인가, (2) 넓은 사회 전체(다양한 이해관계자)에 관한 문제로 파악할 것인가, 주주와 채권자라고 하는 투자자와 기업과의 관계로서 파악할 것인가에 의하여 분류하고 다음과 같이 정리한다.
|          | 기업과 사회의 문제(광의의 지배구조 문제) | 기업과 투자가의 문제(협의의 지배구조 문제) |
| -------- | ---------------------------------------- | ------------------------------------------ |
| 윤리문제 | 사회윤리문제(정당성의 문제)              | 기업윤리문제(정당성의 문제)                |
| 효율문제 | 사회효율문제(국민경제정책의 문제)        | 기업효율문제(기업정책의 문제)              |

각국에서 1960년대까지 의문시되기 시작했던 것은 공해 등의 사회윤리문제이었으나, 그 후 지배구조 문제로서 의문시되었던 문제는 기업윤리문제 (기업 스캔들의 방지), 또한 기업효율문제(기업가치, 업적의 향상), 또는 양자의 복합문제로 옮겨져 왔다고 지적되고 있다. :33~35
지배구조의 필요성에 있어서, 경제학의 본인-대리인 문제는 다음에 의하여 설명하고 있다. 회사의 경영자는 정보와 경영능력을 소유한 계약 당사자이며 그를 통해 창출되는 효용을 통해 재산의 소유자인 투자자들과 계약을 체결한다. 즉, 주식회사에 있어서는 소유와 경영이 분리되어 있고, 주주는 직접 경영을 행하지 않고, 경영자에게 경영을 위임하고 있다. 이러한 의뢰인(프린시펄)과 대리인(에이전트)의 관계에 대해서는, 양자의 이해관계가 반드시 일치하지는 않는 것(이해관계의 불일치), 양자가 가진 정보가 동일하지는 않다는 점(정보의 비대칭성), 대리인이 의뢰인의 이익을 무시하고 자기의 이익을 추구한다고 하는 모럴 헤저드가 발생할 가능성이 있다. 경영자의 이익과 투자자의 이익은 항상 일치하지는 않기 때문에 필연적으로 대리인 비용을 발생시키게 되고 실제로 회사의 재원을 통제하는 경영자는 그로 인해 회사라는 경제주체의 가치를 극대화시키지 못하게 된다. 예를 들어, 경영자는 경영자로서의 명성을 추구하고, 사치스러운 사무실을 설치하고, 불필요하게 많은 종업원을 고용하여 부하직원에게 직책을 부여하기 위하여 비효율적인 사업에 투자할 가능성이 있다. 그 외에도, 회사에서는 다수 주주와 소수주주간, 회사와 채권자간의 대리인 비용이 발생하며 그로 인해 사회적 후생은 극대화되지 못한다. 이 대리인 비용 이론은 회사의 본질을 이해하게 해 주는 동시에 회사법과 기업지배구조이론의 과제를 제시해 준다. 회사라는 사업영위 형태는 거래비용을 절감하게 해 주지만 대리인 비용을 발생시킨다. 따라서, 이 형태가 성공적으로 작동하기 위해서는 대리인 비용을 최대한 낮추어야 한다. :5 그리하여, 회사법 규범의 대부분과 기업지배구조 개선 장치들은 대리인 비용을 발생시키는 이들 경제주체들간의 이해상충 문제를 조정하기 위하여 의뢰인인 주주의 권리를 보호하고, 대리인인 경영자를 감사,규율하기 위한 제도로서, 지배구조가 필요하게 되었다. :39~41 :43~45
다만, 이러한 본인-대리인 관계는, 경영자와 주주간의 관계 뿐만 아니라, 경영자와 채권자, 종업원, 고객, 거래업자 등의 각양각색의 이해관계자(stakeholder)와의 간에서도 발생하는 것이다. :41~42

## 유형
본인-대리인 이론에 의하면, 주주가 경영자의 비윤리적인 혹은 비효율적인 행동을 억제하기 위하여는, 주주와 경영자간의 이해를 일치시키는 것과 양자의 정보의 비대칭성을 완화할 필요가 있다. 이중, 정보의 비대칭성 완화는 주로 기업회계(재무회계)의 과제인데, 기업지배구조의 대상은, 주로 주주와 경영자간의 이해의 일체를 지향한다. 이러한 방법은, 다음과 같이 분류된다. :43~45
- 주주가 어떤 제도를 이용하여 경영자를 통치하는 방법 (모니터링 시스템)
  - 조직형 지배구조
  - 시장형 지배구조
- 경영자에게 인센티브를 주어, 자기통치하도록 하는 방법 (인센티브 시스템)

### 조직형 지배구조
조직형 지배구조는 탑 매니지먼트 조직을 통한 지배구조의 방법이다. 주주는, 주주총회에서, 주주의 이익에 부합하지 않는 경영자를 해임하고, 새로운 경영자를 선임하는 것이 가능하다. 또한 이사 등의 경영자는 회사에 대하여 주의의무, 충실의무를 부담하고, 반면 회사에 손해를 끼치는 경우에는 회사에 대하여 손해배상의무를 진다. 그리하여, 주주가, 회사를 대신하여 이사 등에 대한 손해배상청구를 하는 것이 가능한 제도를 주주대표소송이라 한다. 주주대표소송의 위협은, 이사등에 이사회에서 진지한 토론을 하도록 압력을 가하는 것이다. :178~180
자립형 지배구조에 있어서 회사의 주의의무, 충실의무를 부담할 뿐만 아니라 회사에 손해를 끼치는 경우에는 법정 환겨깢가게된다.

### 시장형 지배구조
시장형 지배구조라 함은, 증권시장(주식시장)을 통한 지배구조의 방법이다. 경영자의 경영성적이 나쁘고 이익을 발생하지 못한 경우, 시장에서 주식을 매각하는 주주가 증가하고, 주가는 하락한다. 주가가 하락하면, 신주발행(증자)에 의한 자금조달이 곤란해짐과 함께 주가의 하락은 신용의 저하를 의미하는 것으로써, 차입에 의한 자금조달도 곤란해진다. 따라서, 주가의 하락은 경영자에 대하여, 주주의 이익에 반하는 행동을 삼가도록 하는 압력을 준다. :43 :45~46 한편 경영자가 경영을 개혁하지 않는 경우, 기업매수(M&A)의 위협이 지배구조에 있어서 커다란 역할을 하게 된다.

### 인센티브의 부여
경영자에 인센티브를 부여하는 제도로는, 스톡옵션이 있다. 이것은 경영자에 대한 보수로서 일정한 가격으로 일정 수의 자사주를 구입할 수 있는 신주예약권을 부여한다는 측면도 있고, 경영자가 항상 주가를 높이도록 경영을 행하도록 도모한다는 측면도 있다. :45
그러나, 엔론사건과 월드컴사건에서 보여지듯이, 스톡옵션은 오히려 부정한 회계처리에 의하여 주가유지, 주가 부풀리기를 조장하는 것도 지적되고 있다. :54

## 기업지배구조의 주체
기업지배구조의 주체 또는 주권자는 누구인가(누가 기업을 통치하는가)하는 문제는, 회사(기업)은 누구의 것인가"하는 문제와도 바꾸어볼 수 있는데, 일본 등에서 많은 논의를 불러일으키고 있다.
회사법 상, (1) 출자자인 주주가 이사의 선임권을 가지고, 최종적인 사업의 운영을 지배하고 있는 것, (2) 사업의 활동에 있어 생기는 이익이 주주에 귀속되는 것의 2가지를 가지고, 주식회사의 소유자는 주주라고 해석되고 있다. :25 :25 그러나, 현실의 기업소유 이미지에 있어서는, 누구를 기업의 소유자, 주권자로서 인정할 것인가는 반드시 일치하는 것은 아니고, 적대적 매수 등의 국면에서 주주가 이사의 선임권을 실질적으로 행사하는 것에 대하여 저항감이 발생하는 경우도 있다.

## 구성 요소

### 최고경영자
최고경영자는 어느 회사, 단체, 정부 부서의 총체적인 경영을 책임지는, 가장 높은 위치에 있는 경영자를 말한다. 내부 소통과 언론을 통해 수많은 회사들이 이 용어를 이용하고 있다. 기업에 따라서 이사회 의장, 회장과 겸직하는 수도 있다.
CEO와 그 하위에 있는 COO는, 이른바 미국형 기업 지배구조에 있어서 직책명으로, 회장(Chairman of the Board of Directors)이나 사장(President)과는 다르다. 그러나 실제로는, 회장이 CEO를, 사장이 COO를 겸임하는 경우가 많다. 특히 일본기업에서 CEO/COO를 도입하는 경우에는, 그러한 경향이 강하다. (COO를 두지 않고 사장이 CEO를 겸하는 경우도 많다.)
다만, 일본에서는 회사법 제349조의 규정에 의하여, 어디까지나 회사의 대표권을 가진 것은 이사 또는 대표이사, 위원회설치회사에 있어서는 대표집행역이고, COO/CFO를 포함하여 CEO는 법적인 뒷받침은 전혀 없고, 사장과 회장과 같은 기업의 내부호칭에 불과하다. 즉, 만약 “이사 겸 최고경영책임자”라고 하는 직무를 가지고 있어도, 대표이사제도를 채용하고 있는 회사에서는 대표이사, 위원회 설치회사에서는 대표집행역이 아닌 이상, 합법적으로 회사를 대표할 권한은 없는 것이다. 또한, “대표이사 CEO”라고 하는 표기를 오늘날, 일본에서는 많이 볼 수 있는 것에 대해서는, 회사 내의 최고책임자, 즉 사실상의 탑이라고 하는 것을 표현하는 의미를 지닌다.

### 이사회

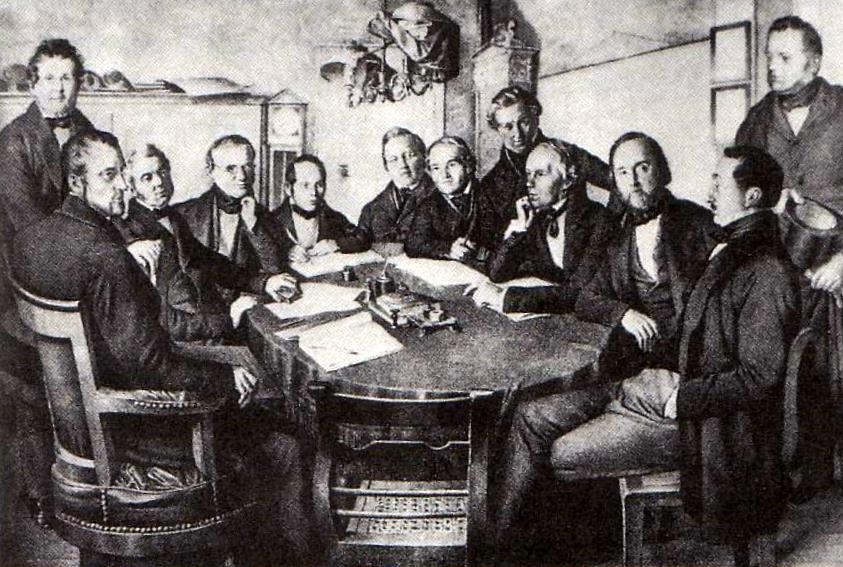
어느 이사회 광경

이사회는 회사 혹은 기관의 활동을 공동으로 감독하는 선출되거나 지명된 구성원들의 본체이다. 주식회사의 이사회는 상법의 규정(회사의 업무 집행은 이사회의 결의로 한다, 상법 제393조)에 의거하며 형식적으로는 기업의 경영 관리의 최고 결정기관이다. 특히 주주의 인터레스트의 수탁자로서 기업의 경영관리자의 선임, 전반적 목표의 설정, 제 활동의 업무적·재무적 성과의 평가, 이익 배분 등에 대하여 권한을 가진다.
그러나, 현실적으로는 기업의 경영관리의 실권은 사장을 비롯한 전반 경영자가 장악하고 있는 처지이며 "이사회는 상법이 요구하는 만큼의 기능을 실질적으로는 다하지 못한다"고 하는 의견이 강하다. 기업활동에 밀착하고 있는 집행부·전반 경영자는 그들이 이사회의 멤버이기도 하기 때문이지만 실질적으로는 기본적 결정도 좌우한다. 그렇다면 이사회가 전혀 무기능화하느냐 하면 그렇진 않으며 새로운 자세가 문제된다. 그것은 이미 기업의 지배기관은 아니고, 전반 경영자가 행하는 정책 결정, 기타 행동을 비평하고, 평가하고, 공소(控訴)하는 기관이 된다. 결국 이사회는 보다 넓은 경험 및 시야에서 보다 객관적으로 기업의 경영 정책을 보는 것이다. 따라서 이사에는 견식있는 적격자를 선임, 또한 균형잡힌 이사회를 구성하는 일(내부 이사와 외부 이사, 특히 인터레스트 그룹의 대표 등의 균형)이 필요하게 된다.

### "부재중 집주인" 대 자산 관리자
2016년, 세계연금위원회(WPC)의 이사는 "기관 자산 소유자들은 이제 자신들이 주식을 소유한 기업의 과실 경영진에게 책임을 묻고 싶어하는 것 같다"고 말했다.
이는 궁극적으로 CEO 공기업등에 더 많은 압력을 가할 수 있습니다  투자 관행은 ESG 를 중심으로 이루어진다.
이러한 발전은 특히 대규모 연금 투자자의 이사회("수탁자")가 자산 소유권을 더 많이 실현하려는 광범위한 추세의 일부이다.

## 지배주주 경영과 전문가 경영
선진국의 경우 지배주주 경영과 전문가 경영의 상대적 우월성에 대한 논쟁을 거쳐 양자가 균형을 이루어온 과정을 거쳤으나, 대한민국 등은 대한민국의 대부분의 상장기업에는 개인지배주주가 존재한다. 반면에 기업성장에 따른 외부자본조달로 지배주주의 지분율 하락이 불가피한 가운데 지배주주와 소수주주간 이해상충문제가 심각한 편이다. 대한민국 경제의 중요한 부분을 차지하는 대규모기업집단의 경우 지배구조가 계열사간 피라미드 및 순환식 소유구조에 의해 경영권을 확보하고 있으나, 이는 현금권(cash flow right)과 통제권(control right) 간의 상당한 괴리를 가져와 기업가치에 부정적 영향을 미치는 문제를 안고 있다. 경영권 행사에 따른 사적 경영권 혜택(private benefit of control)이 과도하여 기업이 망하지 않는 한 경영권 교체가 이루어지지 않는 비효율적 산업구조는 대한민국 경제의 치명적 약점으로 지적되고 있다.

## 나라별 기업지배구조

### 대한민국
1997년 IMF 구제금융 요청 이후 이사회를 정점으로 하고, 이사회가 주주를 대신해 경영진을 제대로 감독할 수 있도록 사외이사를 의무화하는 등 제도의 강화와 감사위원회의 도입 등을 통해 금융회사 지배구조를 개선해 왔으며, 이러한 지배구조 개선 노력은 금융회사의 건전 경영 강화에 기여했다는 평가를 받고 있다. 외환위기 이후 대주주에 대한 견제와 경영진에 대한 감시기능 제고를 위해 상장회사를 중심으로 사외이사 제도를 도입하였다. (1998년) 그리고 이사회에 의한 경영감시와 내부통제기능을 정착시키기 위해 대규모 상장법인과 은행 등을 중심으로 감사위원회 중심의 이사회 체계를 마련하였다. 이러한 노력은 나름대로 금융회사의 건전경영을 도모함으로써 외환위기의 극복과 경영지배구조의 개선에 기여하였다. 그런데, 2009년과 2010년에 연이어 KB금융지주와 신한금융지주에서 벌어진 경영권 다툼은 이사회가 제대로 작동하는지 의구심이 들게 만들었다는 평가이다.

#### 이사회
주식회사에서 이사회는 이사 전원으로 구성되고 회사의 업무집행의 의사를 결정하는 필요적 상설기관이다. 이사회는 상시(常時) 개최되는 것이 아니고, 필요에 따라서 개최된다. 이사회의 소집권자는 원칙적으로 각 이사이나 특정의 이사에게만 소집권을 인정할 수도 있다(상법 제390조). 소집절차는 회일로부터 1주간 전(정관으로 단축할 수 있다)에 각 이사에 대하여 소집통지를 발송함으로써 행하여지는데 (상법 제390조 2항), 이사 전원의 동의가 있으면 소집절차 없이 개최할 수도 있다(상법 제390조 3항). 주주총회의 경우와는 달리 소집통지에는 의제를 기재할 필요는 없으며 서면에 의하지 않고 구두로써 하여도 무방하다. 이사회의 결의는 이사 과반수의 출석과 출석 이사의 과반수로 하여야 하며, 정관으로 그 비율을 높게 정할 수 있다(상법 제391조). 서면에 의한 결의나, 가지고 다니면서 동의를 얻어 결의하는 것은 인정하지 않는다. 이사는 스스로 이사회에 출석하여야 하며 대리인을 출석시킬 수 없다. 결의에 관하여 특별한 이해관계가 있는 이사는 의결권을 행사하지 못한다(391조 2항, 상법 제368조 4항). 이사회의 의사에 대해서는 의사록을 작성하여야 하며, 의사록에는 의사의 경과요령 및 그 결과가 기재되며, 출석 이사 및 감사가 기명날인 또는 서명하여야 한다(상법 제391조의 3). 2000년 상법 개정으로 감사위원회가 은행권 및 대형금융회사를 중심으로 도입되었다. 은행 및 금융투자회사 (자산 1천억, 재산 3조원 이상)와 자산 2조원 이상의 상장회사는 감사위원회 설치가 의무화되었다. 단, 금융지주회사의 완전자회사에 대해서는 내부통제시스템 조건 등을 갖출 경우 설치의무를 면제하였다.

#### 사외이사
대한민국에서는 1998년에 처음으로 도입되었다. 상법이 규정하고 있는 사외이사의 권한과 책임은 일반이사에 준한다. 따라서 비록 평상시에는 회사 밖에서 활동하지만 정기 이사회나 주요 경영현안이 있을 경우 이사회에 참석하여 의사를 개진함은 물론, 필요한 자료를 열람할 수 있다. 자신의 판단착오로 경영실패를 초래했을 경우 마찬가지로 그에 상응한 책임도 부과된다. 자산규모가 2조원을 넘는 기업의 경우 최소한 이사의 2분의1을 사외이사로 등재토록 하고 있다. :114

### 미국
미국에서는, 최근 CEO와 이사회의 기능과 역할이 시장과 경제, 그리고 사회적인 변화에 따라 과거와는 판이하게 다르게 변하였다. 사외이사의 증가에도 불구하고, 미국 경영자는 아직도 기업 지배구조상 최대권력자의 지위를 유지하고 있으며 그들의 리더십은 상당히 독단적인 경향을 띠고 있는 것으로 지적되고 있다. 그것은 현대의 기업조직에서 CEO가 임명 당시 기존의 이사회를 승계할지라도 조만간 이사회의 구성에 영향을 미치고 그들의 지지기반을 확립할 수 있기 때문이다. 기업 민주주의의 실현은 사실상 이사 선임에 관한 주주권한의 행사여부에 달려 있다. 그러나 실제 이사의 선임에는 CEO가 아직도 중요한 역할을 수행하고 있으며 주주는 추천된 이사를 비준하는 데 그치는 경우가 많다. 이러한 경우 이사회의 존재는 경영자에 위협이 되지 못한다. 또 최근 이사회에는 다른 기업의 CEO와 같은 독립적인 인물을 사외이사로 포함하고 있지만 상당수의 경우에 사외이사는 최고경영자로서 현직의 경영자와 동료의식을 가지는 경우가 많으며, 또 그를 사외이사로 선발해 주었다는 점 때문에 사외이사가 CEO에 등을 돌리는 경우는 드물다. 그리고 사외이사는 회사의 상황에 대해 정보가 부족하다. 물론 CEO가 임기 종료 후 재선임을 의식하여 이사회와 협조적 관계를 유지하려 하는 경우도 있다. 그러나 상당수 기업에서 아직도 CEO는 이사회의장을 겸직하고 있으며, Business Roundtable과 같은 경영자 이익단체를 통해 그들의 입장을 강화하고 있다. :491~492
미국 대부분의 기업들은 "다수독립이사회"(majority independent board)를 구성하게 되었다. 다수독립이사회는 이사회에 일부 내부이사가 존재하지만, "독립적인" 이사가 다수를 차지하는 이사회를 의미한다. 여기서 독립적인 이사란 특정 기업이나 자회사에서 임원이나 종업원으로 근무한 적이 없으며 기업과 이해관계가 없는 인사를 말한다. 미국 기업의 전형적인 다수독립이사회는 CEO를 비롯하여 3~4명의 내부이사와 7~10명 정도의 독립적 이사로 구성되어 있다. 1997년 중 미국 주요 기업에 대한 전체 이사와 사회이사의 수, 이사회 개최 횟수 및 위원회 구성 및 개최횟수를 살펴보면, 모든 기업에서 전체이사의 대부분을 사외이사가 차지하고 있다. "다수독립이사회"에 비해 "절대다수독립이사회(supermajority independent board)는 CEO와 오직 독립적인 이사만으로 구성된 이사회를 의미한다. 최근에는 절대다수독립이사회도 특수한 경우가 아니고 많은 기업이 이러한 형태의 이사회로 이행하고 있다. :492~493
미국은 2000년대 초 엔론·월드컴 등이 잇달아 무너지자 지배구조 개선을 위해 2002년 사베인스 옥슬리법(SOX)을 제정했다. 이사회 멤버의 80%를 독립적인 사외이사로 채우는 개혁조치도 단행했다. 그러나 2007년 글로벌 금융위기를 거치면서 SOX 개혁에 효과가 없었다는 반성이 나온다. 대형 금융회사의 경영진이 위험한 파생금융상품에 엄청난 돈을 투자하는 것을 이사회가 전혀 감독하지 못했다는 점이 지적된다. 그렇다고 이들 이사회가 SOX 개혁을 어긴 것은 아니다. 오히려 충실히 지켰다. 씨티그룹 등은 사외이사 비율이 80%를 넘었으며 이사회에 보상위원회, CEO 추천위원회 등 여러 소위원회를 설치했다. SOX 개혁이 이사회에 관여하는 사람들의 행동을 바꾸지 못한 채 단순히 법적인 규제만 덧붙였기 때문에 효과적이지 못했다는 지적이 나온다.

### 일본

#### 이사회
2005년에 제정된 회사법에서 이사회 등 지배구조 등과 관련된 제반 사항을 규정하고 있다. 일본의 회사법상 이사회는 임의적 기관에 해당한다. 즉, 구 상법 하에서는 주식회사에 필수적인 기관(필요적 기관)이었으나, 2006년 5월에 시행된 회사법에서는 이사회를 두지 않는 것도 가능해졌다. 그러나, 공개회사(한국의 상장회사), 감사회설치회사, 위원회(지명·보수·감사위원회)설치회사에서는 이사회 설치가 의무화되어 있다.

#### 사외이사
일본에서도 기업 지배구조의 강화를 외치며, 그 일환으로 사외이사 제도를 도입하는 기업이 늘고 있다. 2006년 9월말 현재 금융을 제외한 도쿄증권 1부 시가총액 상위 100개사 중 이미 절반 이상인 61개 회사가 사외이사를 선임하고 있다.
일본에서 사외이사는 제 역할을 하지 못한다는 인식도 뿌리 깊다. 외부에서 영입되어 사업의 실태도 모르는 아마추어가 올바른 경영 판단을 할 리 없다는 것이 그 이유다. 하지만 개중에는 주주를 대신해서 경영을 직접 감시하고, 사내이사의 폭주를 막으며, 의사결정 과정에 엄중한 눈을 치켜뜨고 본래의 역할을 다하는 사외이사도 찾아볼 수 있다. :187

## 부록

### 주해
1. ↑  로저 마틴 캐나다 토론토대 경영대학원장 등의 지적이다.
2. ↑  로버트 프로즌 미국 하버드대 경영대학원 교수가 `빅 아이디어: 프로페셔널 이사회를 위한 제안`이라는 글에서 쓴 것이다.

## 같이 보기
- 좋은기업지배구조연구소